# Hans Tietmeyer
Hans Tietmeyer (né le 18 août 1931 à Metelen et mort le 27 décembre 2016,, à Francfort-sur-le-Main) est un économiste ordolibéral allemand.

## Biographie
Hans Tietmeyer est président de la Banque fédérale d'Allemagne de 1993 à 1999. Ce qui fait de lui le dernier président de la banque centrale allemande avant le transfert des pouvoirs monétaires à la BCE, défendant ardemment que l'institution monétaire européenne nouvellement créée reprenne les grands principes de la Bundesbank (indépendance de l'institution vis-à-vis des politiques et priorité à lutte contre l'inflation).
Il est considéré comme l'un des fondateurs de l'euro.
Il a dirigé le think tank Initiative pour une nouvelle économie sociale de marché, lequel visait à lutter contre le soutien public aux énergies renouvelables, contre l’impôt sur le patrimoine ou encore contre l'instauration d'un salaire minimum légal.

## Décorations
- Grand-croix de l'ordre du Mérite de la République fédérale d'Allemagne
- Chevalier grand-croix de l'ordre du Mérite de la République italienne
- Grand-croix de l'ordre de Saint-Grégoire-le-Grand